# Sammetslav
Sammetslav (Cystocoleus ebeneus) är en lavart som först beskrevs av Dillwyn, och fick sitt nu gällande namn av George Henry Kendrick Thwaites 1849. Sammetslav ingår i släktet Cystocoleus, ordningen Capnodiales, klassen Dothideomycetes, divisionen sporsäcksvampar och riket svampar.  Arten är reproducerande i Sverige. Inga underarter finns listade i Catalogue of Life.